# 三名君
日本の歴史においての三名君（さんめいくん）は、江戸時代の3人の好学の大名のことを指す。「三名君」を定めた明確な基準ははっきりしておらず、単なる当てはめであるともいえる。

## 三名君の一覧

### 江戸初期の三名君
- 池田光政[1]（備前岡山藩主）
- 保科正之（陸奥会津藩主）
- 徳川光圀（常陸水戸藩主）

### 江戸中期の三名君
- 上杉治憲（出羽米沢藩主）
- 徳川治貞（紀伊和歌山藩主）
- 細川重賢（肥後熊本藩主）[2]

### 江戸後期の三名君
- 伊達宗城（伊予宇和島藩主）
- 松平春嶽（越前福井藩主）
- 山内容堂（土佐高知藩主）
  - 幕末の四賢侯から早世した島津斉彬を除いた三人。

### 水戸の三名君
- 徳川光圀
- 徳川斉昭
- 徳川慶喜（一橋家当主のち15代将軍）
  - ただし、慶喜は水戸藩主になったことはない。